# Carlitov način
Carlitov način (eng. Carlito's Way) je kriminalistička drama  Briana De Palme iz 1993. s  Alom Pacinom i  Seanom Pennom. Temeljen je na romanima Carlitov način i U sitne sate suca Edwina Torresa. Scenarij je adaptirao David Koepp.
Dva romana po kojima je snimljen film govore o Carlitu Briganteu, izmišljenom  portorikanskom narko dileru koji odlazi u zatvor,  nakon toga se vraća svom starom poslu. Ovaj film temeljen je na romanu U sitne sate (naslov prvog romana je korišten da se izbjegne zabuna s filmom  Martina Scorsesea iz 1985., U sitne sate), a govori o Carlitovim nastojanjima nakon izlaska iz zatvora uz pomoć svog odvjetnika.

## Radnja
1975. Film počinje dok ranjenog Carlita Brigantea (Al Pacino) odvode u ambulantnim kolima. Dok kola zastaju u pukotini na cesti, počinje prisjećanje na događaje. Priča počinje u sudnici, gdje je Carlitov odvjetnik Dave Kleinfeld (Sean Penn) upravo uspio izbaviti Carlita iz zatvora Greenhaven i Sing Sing nakon što je odslužio više od pet godina na temelju osude za posjedovanje ilegalnih tvari.
Presretni Carlito počinje slaviti u sudnici, što se nastavlja do ostatka dana i noći dok Carlito i Kleinfeld plešu i piju do zore. Na samom kraju noći, Carlito iznenađuje Kleinfelda: namjerava živjeti normalnim životom. Znajući da je Carlito bio gangster i diler od kada je bio dijete, Kleinfeld posumnja u to, ali Carlito inzistira na tome i objašnjava svoj plan: kupiti auto-salon na Bahamima i iznajmljivati aute bogatim turistima. Kleinfeld istakne da Carlito nema novca, resursa ili veza, te ne zna kako se prodaju auti. Carlito odvraća kako će poraditi na tome.
Carlito sutradan posjećuje svoju staru četvrt i biva iznenađen kako se promijenila tijekom godina koje je proveo u zatvoru te kako zna samo nekolicinu ljudi. Susreće Pachangu (Luis Guzman), prijatelja i gangstera, koji vodi popis njihovih prijatelja koji su umrli ili završili u zatvoru.
To učvršćuje Carlitove namjere da se drži podalje od podzemlja, ali svi kojima to kaže, od prijatelja do bivših šefova, sumnjaju u to.
Međutim, okolnosti se ubrzo okreću protiv Carlita. Njegov mladi rođak upetljan je u posao prodaje droge kao glasnik i dostavljač te je pred velikim poslom kad Carlito nalijeće na nj. Rođak, koji gleda na svoju kriminalnu profesiju kao na igru, inzistira da Carlito pođe s njim kao potpora tijekom posla s drogom samo kako bi vidio kako će reagirati njegov polulegendarni rođak. Nažalost, banda s kojom su trgovali ubija rođakova šefa, izdaje i ubija Carlitova rođaka. Carlito se mora pucnjavom probiti iz dilerskog skrovišta, a tijekom bijega uzima novac od prodaje. Koristi novac kako bi kupio noćni klub kojeg posjeduje kockarski ovisnik Saso (Jorge Porcel), koji treba investitore jer će ga ubiti zbog dugova.
Carlitov utjecaj je trenutan i pozitivan. Glumeći promotora noćnog kluba, ostvaruje zaradu i štedi svaki cent. Carlito radi neke promjene: dovodi Pachangu za svoju desnu ruku; susreće se s Bennyjem Blancom (John Leguizamo), mladog gangstera iz Bronxa za kojeg više ljudi, uključujući Sasu, kaže da sliči na mladog Carlita. Ovo razbjesni Carlita koji nazove Bennyja 'propalicom'.
Ipak, Carlitov život je daleko od mirnog. Odlučuje se brinuti za Gail (Penelope Ann Miller), bivšu ljubavnicu i plesačicu s Broadwaya. Par se ponovno susreće, ali s gorčinom u očima u sjećanju na prijašnju vezu. Lalin (Viggo Mortensen), bivši prijatelj, poslan je u klub s mikrofonom kako bi pokušao dobiti dokaz da strpa Carlita iza rešetaka. Iako od toga nije bilo ništa, Carlito shvaća da ga državni tužitelj nije zaboravio te da mu netko blizak želi namjestiti. Jedna Lalinova rečenica potakne Carlita da ispita što mu je rekla Gail. Pronalazi je kako pleše na pozornici, ali ne u predstavi, nego u striptiz showu. Kako Carlito pokazuje toleranciju, Gail popušta pa njihova veza postaje manje napeta.
Ipak, ne ide svačiji život tako dobro. Kleinfeld je počeo uzimati kokain i piti. Mafijaški šef i Kleinfeldov klijent, Tony Taggalucci, vjeruje da mu je Kleinfeld ukrao milijun dolara koji su navodno trebali biti upotrijebljeni kao mito za izbjegavanje zatvorske kazne. Zatvoren na Otoku Rikers s osjetno pogoršanim zdravljem, Tony okrivljuje Kleinfelda i daje mu ultimatum; ili će mu pomoći da izađe ili će mu poslati mafiju za vrat. Između stresa i droge, Kleinfeldovo se ponašanje mijenja i on postaje opasan. Potuče se s Bennyjem Blancom u Carlitovom klubu zbog konobarice, a Carlito je prisiljen intervenirati nakon što je Kleinfeld izvukao pištolj. Kako su ga izbacili, Blanco napada i izvrijeđa Carlita, na što ga Pacahanga i dvojica pretuku. No, Carlito im naređuje da ga ne ubiju jer odbacuje ekstremno nasilje iz svoje mladosti. Carlito prepoznaje potencijalnu opasnost koja bi se mogla izroditi iz te njegove odluke, misleći da "ulica uvijek gleda" te da se to osvećuje ljudima koji pokažu slabost. Ipak odlučuje poštediti Blanca.
Kleinfeld pristupa Carlitu počne ga moliti za pomoć u pokušaju bijega Tonyja T. Ima plan: Kleinfeld ima brod kojim će uploviti u rijeku kako bi pokupio Tonyja, a Carlito i jedan od Tonyjevih sinova će mu pomoći. Međutim, tamo, poludjeli Kleinfeld ubija Tonyja i njegova sina. Carlito, shvativši ozbiljnost prekršaja, kaže, "Ubio si nas, Dave! Ubio si nas." Tijela su bačena u rijeku, a Kleinfeld naivno pretpostavi da ako mafija ne mogne ništa dokazati, neće poći za njim i Carlitom. Carlito zna da to nije tako i počinje razmišljati kako će preživjeti. Konačno odlučuje kako je jedina ispravna stvar pokupiti novac, Gail i napustiti grad malo prije očekivanog. Carlito načuje i uznemirujuću glasinu: da ga njegov prijatelj Pachanga špijunira za Bennyja Blanca. Za Pachangu kažu kako je nezadovoljan time što nema prebijene u džepu i radi legitiman posao bez većeg uspjeha. Carlito prelazi preko toga, odlučivši mu vjerovati.
Dok je objašnjavao Gail kako stoje stvari, Carlita pozivaju u ured javnog tužitelja. Ondje mu tužitelj pusti snimku na kojoj Kleinfeld nudi svjedočenje protiv Carlita ako se odbace optužbe protiv njega. Snimka navodno potječe iz neuspješnog pokušaja prisluškivanja s Lalinom. Tužitelj ponudi Carlitu pogodbu, rekavši mu kako znaju da se počeo baviti legitimnim poslom te da je Kleinfeld sada za njih puno značajnija meta. Osim toga, FBI zna da su Kleinfeld i Carlito bili upetljani u incident s Tonyjem T. Zapravo, već se zbio napad na Kleinfelda, koji je završio u bolnici. Unatoč tome, Carlito odbija svjedočiti protiv Kleinfelda i odlazi u bolnicu kako bi saznao istinu.
Kleinfeld u izljevu bijesa priznaje da je izdao Carlita. Glumeći da pomaže Kleinfeldu s njegovim pištoljem, Carlito ga kriomice isprazni i odlazi. U bolnici primjećuje sumnjivog muškarca obučenog u policijsku uniformu, za kojeg se ispostavlja da je drugi sin Tonyja T., Vinny, koji je došao dokrajčiti Kleinfelda. S ispražnjenim pištoljem, Kleinfeld nema izgleda. Vinny ga ubija hicem u glavu.
Carlito se vraća u klub s namjerom da pokupi novac i ode; no, tamo ga dočekuje skupina  talijanskih gangstera s kojima je surađivao u prošlosti. Shvaća da su došli kako bi ga zadržali tamo i saznali je li i on bio na brodu s Kleinfeldom, ali nema mogućnosti bijega. Stiže Vinny i upita o Kleinfeldu. Nakon što Carlito odgovara da ga nije vidio već neko vrijeme, Talijani shvaćaju kako je i on upetljan.
Međutim, prije nego što su uspjeli išta uraditi, Carlito se ispriča i pobjegne kroz stražnji izlaz. Počinje potjera za Carlitom kroz gradsku podzemnu željeznicu. Na stanici Grand Central čeka vlak koji bi trebao Carlita i Gail izbaviti iz grada. Carlito im umalo uspijeva pobjeći, ali ga opažaju i počinje veliki vatreni obračun. Carlito uspijeva ubiti sve progonitelje osim samog Vinnyja, koji je teško ranjen, ali posrće za Carlitom koji juri prema vlaku. Vinnyja ubija policija. Carlito upada u zasjedu nekog koga nije očekivao: Bennyja Blanca.
Iako je to Carlito nerazborito ignorirao, Pachanga je uistinu radio s Bennyjem Blancom i smjestio Carlitu rekavši Blancu gdje će se Carlito pojaviti. Blanco ga pogodi triput u trbuh pištoljem s prigušivačem skrivenim u povezu za ruku. Pachanga priznaje umirućem Carlitu da ga je prevario kako bi sačuvao samog sebe. Pachanga pokuša poći s Bennyjem, ali ovaj ga ustrijeli, ostavivši i njega da umre.
Nakon toga počinje Carlitovo prisjećanje na svoj život s kojim je počeo i sam film, prije nego što je umro na nosilima uz uplakanu Gail. Predaje Gail novac koji je sačuvao za njihov novi život i kaže joj da pobjegne s njihovim nerođenim djetetom i počne novi život drugdje.
Film završava s Carlitom kojeg nose na nosilima u željezničku stanicu dok zuri u oglasni pano s  karipskom plažom i plesačicom. Priča o svojim željama za Gail i vlastitoj smrti. Pano oživljava, a plesačica na slici postaje Gail, dok on umire.

## Produkcija

### Podrijetlo
Pacino je prvi put čuo za Carlita Brigantea u New Yorku 1973. Radio je na filmu Serpico kad je upoznao suca Vrhovnog suda Edwina Torresa, pisca koji je pisao romane Carlitov način i U sitne sate. Nakon što su romani dovršeni, Pacino ih je pročitao te su mu se svidjeli, posebno lik Carlita.
Insipracija za romane došla je iz Torresove pozadine, stvari koje je dobro poznavao; iz Istočnog Harlema gdje je odrastao i atmosfere rasnih bandi, droge i siromaštva.
Pacina je 1989. tužio producent Eliott Kastner i tražio 6 milijuna dolara. Kastner je tvrdio da se Pacino dogovorio da će nastupiti u njegovoj verziji Carlitova filma s  Marlonom Brandom u ulozi odvjetnika Davida Kleinfelda. Tužba je odbačena, a produkcija otkazana.

### Pretprodukcija
Martin Bregman je producent veteran koji je producirao filmove kao što su Serpico, Pasje poslijepodne i More ljubavi. Za Carlitov način, prva stvar bila je napisati scenarij koji će predočiti svijet Carlita Brigantea i biti dobar predložak za Pacinov talent. David Koepp, koji je radio na scenarijima filmova Jurski park i Smrt joj dobro pristaje, upravo je bio završio scenarij za Bregmanov predstojeći film Sjena kad ga je producent Michael S. Bregman predložio za Carlitov način. Odluka je pala da će se scenarij temeljiti na drugom romanu, U sitne sate. Carlito je u tom razdoblju bio sličniji Pacinovim godinama. Iako je temeljen na romanu U sitne sate, ostao je naslov Carlitov način, ponajviše zbog postojanja filma  Martina Scorsesea U sitne sate.
U jednom trenutku se govorilo da će redatelj biti John Mackenzie. Kad su se razmatrali Carlitov način i njegov nastavak U sitne sate, Martin Bregman se sjetio  Abela Ferrare. Nakon što se Bregman i Ferrara nisu uspjeli dogovoriti, doveden je De Palma, s kojim je Bregman radio na  Licu s ožiljkom. Bregman je objasnio da ova odluka ne podrazumijeva "okupljanje stare ekipe" nego korištenje najboljih mogućih dostupnih talenata.
De Palma je nevoljko pročitao scenarij, a kad je primijetio da su iskrsnuli  španjolski likovi, pobojao se da će film biti novo Lice s ožiljkom. Slali su mu scenarij više puta, a De Palma ga ne bi pročitao. Rekao je kako ne želi snimiti još jedan gangsterski film na  španjolskom. Kad ga je konačno pročitao do kraja shvatio je da to nije ono što je zamislio.
Pacinu je ovo bila prva uloga nakon Oscara za Miris žene. Kako bi se uživio u lik Carlita, Torres ga je proveo kroz mračne prolaze Istočnog Harlema. Pacino je prvo zamislio Carlita s konjskim repom. Ali nakon posjeta Harlemu, shvatio je da ti tipovi ne nose repove. Brada je bila Pacinova ideja. Crna kožna jakna se jednostavno uklapala u ugođaj tog perioda.
Za stožernu ulogu Kleinfelda, filmaši su odabrali  Seana Penna. Penna je privukao izazov korumpiranog, ambicioznog odvjetnika. Glavni razlozi zbog kojih je Penn uzeo ulogu bili su ti da je trebao financijska sredstva za financiranje svog filma, Čuvar prijelaza, a djelomično i to što je uloga bila dobra plus što će glumiti s Pacinom.
De Palma i Penn razgovarali su o tome kako su izgledali mafijaški odvjetnici iz sedamdesetih. Često ljudi u zabavnom biznisu mogu izgledati bizarnije nego talent koji predstavljaju. Penn se vratio s kovrčavom, spuštenom kosom. Obrijao je vlastitu kosu i stavio kovrčavu periku.
U središtu Carlitova načina je propala romansa između Carlita i Gail, koju glumi Penelope Ann Miller, koja je zaradila nominaciju za Zlatni globus za ovu ulogu. John Leguizamo upotpunio je glavnu glumačku postavu u ulozi Bennyja Blanca "iz Bronxa", mladog gangstera u usponu koji je odlučan u namjeri da nadmaši Carlitovu reputaciju, ali mu fali Carlitova osjećaja za etičnost.

### Snimanje
Snimanje je počelo 22. ožujka 1993., iako je prvo zakazano snimanje, vrhunac na stanici Grand Central, moralo biti odgođeno jer se Pacino pojavio na štakama. Umjesto toga, produkcija je počela snimanjem prizora kod bilijarskog stola.
Osim prizora postera (snimano na  Floridi), cijeli film je snimljen na lokaciji u New Yorku. Brian De Palma je tumarao Manhattanom u potrazi za prikladnim lokacijama. Stambena zgrada u 115. ulici postala je mjesto Carlitova povratka. Sudnica, u kojoj Carlito zahvaljuje tužitelju, snimana je na radnom mjestu suca Torresa, u zgradi Vrhovnog suda.
Bijeg Tonyja Taglialuccija iz zatvora Riker smatran je nemogućim jer bi se moralo snimati usred noći na rijeci. Umjesto toga, za snimanje je poslužilo brodogradilište u Brooklynu gdje je Kleinfeldov brod spušten u praznu splavnicu koja je napunjena vodom. Dodani su mitraljezi i tornjevi za nadgledanje s pripadajućom rasvjetom. Kako bi se dočarala uzburkanost East Rivera korišten je usavršeni belgijski uređaj koji je proizveo kontrolirane valove.

### Postprodukcija
Carlitov način dovršen je 20. srpnja 1993., a objavljen je 3. studenog 1993. Kritičari su ga dočekali s podcjenjivanjem pa film nije najbolje prošao u kinima, iako je poslije ostvario komercijalni uspjeh na prodaji raznih video materijala.

## Sličnost s klasičnim tragedijama
Carlitov način, kao i De Palmino Lice s ožiljkom, dijeli mnoge elemente s klasičnim tragedijama. Carlito je ubijen većinom radi svoje oholosti i tvrdoglavosti, jer je odlučno ignorirao sva upozorenja koja su mu mogla pomoći da izbjegne vlastitu smrt., uključujući Sassova upozorenja da treba bolje tretirati Bennyja Blanca i ona u vezi Pachangine izdaje, Gailina upozorenja da će ga ubiti, i brojna druga upozorenja o Kleinfeldu (uključujući Carlitove vlastite predosjećaje).
Ova tvrdoglavost i odbijanje da posluša savjete izvana u korist vlastitih podsjeća na pale junake u grčkim tragedijama; likovi u Carlitovu načinu, baš kao i likovi antičkih drama, zbog toga su uhvaćeni u spiralu nasilja, smrti i uništenja.

## Zanimljivosti
- Izabran za "Najbolji film devedesetih" u izboru  francuskog mjesečnika Cathiers du Cinema.
- Lik Bennyja Blanca parodiran je u videoigri World of Warcraft.
- Lik Kleinfelda često se spominje kao inspiracija za lik Kena Rosenberga u video-igri Grand Theft Auto: Vice City i San Andreas. Obojica su Židovi, imaju isti ukus u odijevanju te su paranoični i nepovezani zbog ovisnosti o kokainu. I fizički su jako slični.
- U pjesmi Slipknota (Sic) ubačen je clip s Pacinom (Carlito) koji viče "Here comes the paine!".
- Sassov klub, zvan "El Paradiso", možda je referenca na "Raj", palaču rocka u još jednom De Palminu filmu, Phantom of the Paradise. To je i naziv zapuštene mesnice u kojoj rade Tony Montana (Pacino) i Manny Ray na početku Lica s ožiljkom.
- Vlakovi za  Floridu iz New Yorka uvijek su polazili sa stanice Pennsylvania, a ne s Grand Centrala.
- Scena u kojoj Carlito i Gaujiro ulaze u skladište kako bi obavili posao s kokainom, podsjeća na sličnu scenu u Licu s ožiljkom gdje Tony i Angel ulaze u hotel kako bi obavili sličan posao; u oba filma posao propada, a i Carlito i Tony uspijevaju pobjeći.
- Studijski budžet nije dopušta snimanja scene prisjećanja na u  Portoriku i  Jamajci, ali je ideja realizirana pomoću postera na željezničkoj stanici.
- Završna scena potjere trebala se odvijati na pomičnim stubama  Svjetskog trgovačkog centra. Ekipa je posjetila lokaciju jutro kad su se dogodile eksplozije, a bombe su odjeknule nekoliko sati poslije.
- Sean Penn i Penelope Ann Miller zaradili su nominacije za Zlatni globus za uloge Kleinfelda i Gail.

## Vanjske poveznice
- Carlitov način u internetskoj bazi filmova IMDb-a
- Snimanje 'Carlitova načina'